# Cobla de tres quartans
A cobla de tres quartans é um agrupamento instrumental catalão anterior e precursor da cobla de sardanes. Tem a sua origem nas cobles de joglars e ministrers que se encontram descritos em diversos documentos medievais catalães: no século XIV, o rei João, o Caçador tinha na sua corte uma nutrida cobla real que intervinha nas cerimónias oficiais, fazendo um papel similar ao que agora fazem as bandas municipais de música. Estas cobles de joglars e ministrers eram compostas por um número variável de músicos, que tocavam trompetes, trompes, tabals e sac de gemecs.
No início do século XVIII, as cobles de ministrers eram normalmente formadas por flabiol e tamborí (ou tabal), a tarota, e o sac de gemecs, ou cornamusa, que mais adiante seria substituído por uma tenora de textura e afinação mais grave que o actual.Esta formação reduzida de três músicos que tocavam quatro instrumentos (flabiol e tamborí, tocados pelo mesmo intérprete) foi denominada sorneguerament como de três quartans. Quando os músicos só eram dois, o flabiolaire e o cornamusaire, o grupo recebia o nome de mitja cobla. Estas formações cumpriam várias funções nas festas populares: ilustrar musicalmente a função religiosa, animar os bailes da praça e orquestrar os eventos de diversa índole.
Na terceira década do século XIX, os músicos começaram a experimentar o uso de outros instrumentos, como o cornetí, o figle ou o fiscorn que, graças à reforma de Pep Ventura, acabariam trazendo à constituição da cobla a sua formação actual: flabiol e tamborí, dois tibles, duas tenores, duas trompetes, trombone, dois fiscorns e contrabaixo. Dos anos 80 aos dias de hoje, a cobla de três quartans conheceu uma considerável reactivação na Catalunha e várias formações divulgam-na por todos os lados do país.